# Super Bowl XXVI
A Super Bowl XXVI az 1991-es NFL-szezon döntője volt. A mérkőzést a Minneapolisban játszották 1992. január 26-án. A mérkőzést a Washington Redskins nyerte.

## A döntő résztvevői
A mérkőzés egyik résztvevője a Washington Redskins volt, amely az NFC első kiemeltjeként jutott a rájátszásba, az alapszakaszbeli 14–2-es teljesítményét követően. Erőnyerőként a konferencia-elődöntőben kapcsolódott be a rájátszásba, ahol otthon az Atlanta Falcons ellen, majd a konferencia-döntőben szintén hazai pályán a Detroit Lions ellen győzött. A Washington ötödik alkalommal játszhatott a Super Bowlon.
A másik résztvevő a Buffalo Bills volt, amely az alapszakaszban 13–3-as mutatóval zárt, így az AFC első helyezettjeként került a rájátszásba.Erőnyerőként a konferencia-elődöntőben kapcsolódott be a rájátszásba. Itt hazai pályán a Kansas City Chiefs ellen nyert, majd a konferencia-döntőben újra hazai környezetben a Denver Broncost ellen. A Buffalo másodszor jutott el a Super Bowlig, egy évvel korábban elvesztette a döntőt.

## A mérkőzés
A mérkőzést 37–24-re a Washington Redskins nyerte, és története során harmadszor nyert Super Bowlt. A legértékesebb játékos a Redskins irányítója, Mark Rypien lett. A Bills sorozatban másodszor vesztette el a bajnoki döntőt.
| N | Idő                  | Drive                | Drive                | Drive                | Csapat               | Play leírása                                                                           | Pont                 | Pont                 |                      |
| N | Idő                  | Play                 | Yard                 | Időtartam            | Csapat               | Play leírása                                                                           | Redskins             | Bills                |                      |
| - | -------------------- | -------------------- | -------------------- | -------------------- | -------------------- | -------------------------------------------------------------------------------------- | -------------------- | -------------------- | -------------------- |
| 1 | nem volt pontszerzés | nem volt pontszerzés | nem volt pontszerzés | nem volt pontszerzés | nem volt pontszerzés | nem volt pontszerzés                                                                   | nem volt pontszerzés | nem volt pontszerzés | nem volt pontszerzés |
|   |                      |                      |                      |                      |                      |                                                                                        |                      |                      |                      |
| 2 | 13:02                | 6                    | 64                   | 2:40                 | Redskins             | Mezőnygól. Chip Lohmiller 34 yardról.                                                  | 3                    | 0                    |                      |
| 2 | 9:54                 | 5                    | 51                   | 2:12                 | Redskins             | Touchdown. Earnest Byner 10 yardos átadás Mark Rypientől. Chip Lohmiller jutalomrúgás. | 10                   | 0                    |                      |
| 2 | 7:17                 | 5                    | 55                   | 2:18                 | Redskins             | Touchdown. Gerald Riggs 1 yardos futás. Chip Lohmiller jutalomrúgás.                   | 17                   | 0                    |                      |
|   |                      |                      |                      |                      |                      |                                                                                        |                      |                      |                      |
| 3 | 14:44                | 1                    | 2                    | 0:03                 | Redskins             | Touchdown. Gerald Riggs 2 yardos futás. Chip Lohmiller jutalomrúgás.                   | 24                   | 0                    |                      |
| 3 | 11:59                | 10                   | 77                   | 2:45                 | Bills                | Mezőnygól. Scott Norwood 21 yardról.                                                   | 24                   | 3                    |                      |
| 3 | 5:58                 | 6                    | 56                   | 2:19                 | Bills                | Touchdown. Thurman Thomas 1 yardos futás. Scott Norwood jutalomrúgás.                  | 24                   | 10                   |                      |
| 3 | 1:24                 | 11                   | 79                   | 4:34                 | Redskins             | Touchdown. Gary Clark 30 yardos átadás Mark Rypientől. Chip Lohmiller jutalomrúgás.    | 31                   | 10                   |                      |
|   |                      |                      |                      |                      |                      |                                                                                        |                      |                      |                      |
| 4 | 14:54                | 3                    | 7                    | 0:57                 | Redskins             | Mezőnygól. Chip Lohmiller 25 yardról.                                                  | 34                   | 10                   |                      |
| 4 | 11:36                | 4                    | 11                   | 2:30                 | Redskins             | Mezőnygól. Chip Lohmiller 39 yardról.                                                  | 37                   | 10                   |                      |
| 4 | 5:59                 | 15                   | 79                   | 5:37                 | Bills                | Touchdown. Pete Metzelaars 2 yardos átadás Jim Kelly-től. Scott Norwood jutalomrúgás.  | 37                   | 17                   |                      |
| 4 | 3:55                 | 9                    | 50                   | 2:04                 | Bills                | Touchdown. Don Beebe 4 yardos átadás Jim Kelly-től. Scott Norwood jutalomrúgás.        | 37                   | 24                   |                      |